# PopTop Software
PopTop Software fue un estudio de desarrollo de videojuegos estadounidense. Publicó algunos juegos de estrategia como Railroad Tycoon II (1998) y el simulador de gestión en una isla caribeña Trópico (2001). No deben ser confundidos con PopCap Games, otros desarrolladores de videojuegos.

## Historia
Fue fundado en 1993 por Phil Steinmeyer, con base en Fenton, San Luis, Misuri. Su último juego, Shattered Union, es un juego de estrategia militar en un futuro cercano, y fue publicado en octubre de 2005.
En marzo de 2006 se anunció que Take-Two interactive combinaría el estudio con el de Sid Meier, Firaxis Games, y Meier dirigiría el nuevo estudio.

## Juegos
- Railroad Tycoon II (1998)
- Tropico (2001)
- Tropico 2: Pirate Cove (2002, diseño, fue desarrollado por Frog City Software)
- Railroadd Tycoon 3 (2003)
- Shattered Union (2005)

- Datos: Q282152